# Rifargia incisura
Rifargia incisura är en fjärilsart som beskrevs av Paul Dognin 1909. Rifargia incisura ingår i släktet Rifargia och familjen tandspinnare. Inga underarter finns listade.